# Brestovo
Brestovo je naseljeno mjesto u sastavu općine Stanari, Republika Srpska, BiH.
Do 2014. godine nalazilo se u sastavu općine Doboj.
Brestovo je osnovano u 16. stoljeća kao župa Brestovo.Tokom povijesti bilo je i granica između Osmanskog carstva i Austro-ugarske.Tu se i dalje nalazi tvrđava Gradina koja potiče iz 16. stoljeća.

## Stanovništvo
| Brestovo           |                |                |                |
| godina popisa      | 1991.          | 1981.          | 1971.          |
| Srbi               | 1.192 (95,05%) | 1.354 (95,55%) | 1.502 (99,27%) |
| Hrvati             | 2 (0,15%)      | 2 (0,14%)      | 2 (0,13%)      |
| Muslimani          | 0              | 2 (0,14%)      | 3 (0,19%)      |
| Jugoslaveni        | 13 (1,03%)     | 49 (3,45%)     | 0              |
| ostali i nepoznato | 47 (3,74%)     | 10 (0,70%)     | 6 (0,39%)      |
| ukupno             | 1.254          | 1.417          | 1.513          |